# Delphine Combe
Delphine Combe (* 6. Dezember 1974 in Aubenas) ist eine ehemalige französische Sprinterin, die vor allem im 100-Meter-Lauf antrat und ihre größten Erfolge mit der französischen 4-mal-100-Meter-Staffel erzielte.

## Leben
Sie startete bei den Leichtathletik-Weltmeisterschaften 1995 in Göteborg über 100 m und erreichte dort die Viertelfinalrunde. 1996 gewann sie den französischen Meistertitel im 200-Meter-Lauf und wurde für die französische 4-mal-100-Meter-Staffel bei den Olympischen Spielen in Atlanta nominiert. Combe wurde nur in der Qualifikationsrunde eingesetzt, und die Staffel erreichte im Finale ohne sie den sechsten Platz.
Bei den Leichtathletik-Weltmeisterschaften 1997 in Athen gewann sie mit der Staffel die Bronzemedaille. Hinter den Mannschaften aus den USA und Jamaika lief das französische Quartett in der Aufstellung Patricia Girard, Christine Arron, Delphine Combe und Sylviane Félix mit einer Zeit von 42,41 s einen Landesrekord. Combe trat in Athen auch im 100-Meter-Lauf an, schied hier jedoch bereits in der ersten Runde aus.
2002 holte sie bei den Europameisterschaften in München die Goldmedaille mit der Staffel. In der Aufstellung Delphine Combe, Muriel Hurtis, Sylviane Félix, Odiah Sidibé schlugen die Französinnen in 42,46 s die Staffeln aus Deutschland und Russland. Im 100-Meter-Lauf erreichte Combe in München das Halbfinale.
Delphine Combe ist 1,68 m groß und wog zu ihrer aktiven Zeit 59 kg.

## Bestleistungen
- 100 m: 11,35 s, 24. Juli 2002, Castres
- 200 m: 23,27 s, 20. Juli 2002, Bron